# Чемпионат Уругвая по футболу 1949
Примера А Уругвая по футболу 1949 года — очередной сезон лиги. Турнир проводился по двухкруговой системе в 18 туров. Все клубы из Монтевидео. Клуб, занявший последнее место, выбыл из лиги.

## Таблица
| №  | Клуб                 | И  | В  | Н  | П  | Заб | Проп | Очки |
| 1  | Пеньяроль            | 18 | 16 | 2  | 0  | 62  | 17   | 34   |
| 2  | Насьональ            | 18 | 12 | 4  | 2  | 48  | 28   | 28   |
| 3  | Рампла Хуниорс       | 18 | 6  | 11 | 1  | 27  | 18   | 23   |
| 4  | КА Ривер Плейт       | 18 | 10 | 1  | 7  | 36  | 35   | 21   |
| 5  | Серро                | 18 | 7  | 3  | 8  | 31  | 35   | 17   |
| 6  | Данубио              | 18 | 4  | 7  | 7  | 27  | 32   | 15   |
| 7  | Монтевидео Уондерерс | 18 | 4  | 5  | 9  | 25  | 38   | 13   |
| 8  | Ливерпуль            | 18 | 3  | 7  | 8  | 19  | 29   | 13   |
| 9  | Сентраль             | 18 | 3  | 4  | 11 | 20  | 42   | 10   |
| 10 | Дефенсор             | 18 | 1  | 4  | 13 | 28  | 49   | 6    |

## Матчи

### Тур 1
| Насьональ — Серро 8:3         |
| Пеньяроль — Ливерпуль 5:0     |
| Ривер Плейт — Дефенсор 3:1    |
| Сентраль — Рампла Хуниорс 1:1 |
| Уондерерс — Данубио 4:4       |

### Тур 2
| Пеньяроль — Сентраль 5:2       |
| Серро — Данубио 3:1            |
| Дефенсор — Ливерпуль 1:1       |
| Насьональ — Рампла Хуниорс 2:2 |
| Ривер Плейт — Уондерерс 2:1    |

### Тур 3
| Насьональ — Дефенсор 4:3       |
| Пеньяроль — Ривер Плейт 3:0    |
| Рампла Хуниорс — Уондерерс 2:1 |
| Данубио — Сентраль 4:1         |
| Серро — Ливерпуль 2:2          |

### Тур 4
| Пеньяроль — Данубио 3:1        |
| Серро — Дефенсор 2:0           |
| Рампла Хуниорс — Ливерпуль 0:0 |
| Сентраль — Ривер Плейт 1:0     |
| Насьональ — Уондерерс 5:1      |

### Тур 5
| Насьональ — Ривер Плейт 3:2  |
| Серро — Сентраль 3:2         |
| Пеньяроль — Дефенсор 6:1     |
| Уондерерс — Ливерпуль 2:0    |
| Данубио — Рампла Хуниорс 1:1 |

### Тур 6
| Пеньяроль — Уондерерс 6:0   |
| Насьональ — Данубио 1:1     |
| Ривер Плейт — Ливерпуль 2:1 |
| Сентраль — Дефенсор 3:2     |
| Рампла Хуниорс — Серро 1:0  |

### Тур 7
| Насьональ — Ливерпуль 2:1     |
| Пеньяроль — Серро 5:3         |
| Ривер Плейт — Данубио 3:1     |
| Уондерерс — Сентраль 4:1      |
| Дефенсор — Рампла Хуниорс 1:1 |

### Тур 8
| Рампла Хуниорс — Ривер Плейт 3:1 |
| Данубио — Дефенсор 4:1           |
| Ливерпуль — Сентраль 2:0         |
| Серро — Уондерерс 1:0            |
| Пеньяроль — Насьональ 2:0        |

### Тур 9
| Пеньяроль — Рампла Хуниорс 2:2 |
| Насьональ — Сентраль 2:0       |
| Ливерпуль — Данубио 1:1        |
| Ривер Плейт — Серро 2:1        |
| Уондерерс — Дефенсор 2:1       |

### Тур 10
| Насьональ — Серро 3:2         |
| Пеньяроль — Ливерпуль 2:0     |
| Ривер Плейт — Дефенсор 3:2    |
| Рампла Хуниорс — Сентраль 3:0 |
| Данубио — Уондерерс 2:0       |

### Тур 11
| Пеньяроль — Сентраль 5:0       |
| Серро — Данубио 1:1            |
| Ливерпуль — Дефенсор 2:1       |
| Насьональ — Рампла Хуниорс 1:1 |
| Ривер Плейт — Уондерерс 3:1    |

### Тур 12
| Насьональ — Дефенсор 3:2       |
| Пеньяроль — Ривер Плейт 2:1    |
| Рампла Хуниорс — Уондерерс 1:1 |
| Данубио — Сентраль 0:0         |
| Серро — Ливерпуль 1:0          |

### Тур 13
| Пеньяроль — Данубио 2:1        |
| Дефенсор — Серро 3:0           |
| Рампла Хуниорс — Ливерпуль 0:0 |
| Ривер Плейт — Сентраль 4:3     |
| Насьональ — Уондерерс 1:0      |

### Тур 14
| Насьональ — Ривер Плейт 3:1  |
| Сентраль — Серро 2:1         |
| Пеньяроль — Дефенсор 3:1     |
| Уондерерс — Ливерпуль 2:2    |
| Рампла Хуниорс — Данубио 2:0 |

### Тур 15
| Пеньяроль — Уондерерс 1:1   |
| Насьональ — Данубио 1:1     |
| Ривер Плейт — Ливерпуль 4:2 |
| Сентраль — Дефенсор 1:1     |
| Рампла Хуниорс — Серро 1:1  |

### Тур 16
| Насьональ — Ливерпуль 3:0     |
| Пеньяроль — Серро 3:1         |
| Ривер Плейт — Данубио 2:1     |
| Уондерерс — Сентраль 1:0      |
| Рампла Хуниорс — Дефенсор 4:1 |

### Тур 17
| Рампла Хуниорс — Ривер Плейт 2:2 |
| Данубио — Дефенсор 3:2           |
| Ливерпуль — Сентраль 1:1         |
| Серро — Уондерерс 2:0            |
| Пеньяроль — Насьональ 4:3        |

### Тур 18
| Пеньяроль — Рампла Хуниорс 3:0 |
| Насьональ — Сентраль 3:2       |
| Ливерпуль — Данубио 4:0        |
| Серро — Ривер Плейт 4:1        |
| Уондерерс — Дефенсор 4:4       |

## Рекорды турнира
- Самый результативный матч: Насьональ — Серро 8:3 (1-й тур)